# Próspero Merino
Pour les articles homonymes, voir Merino.
Próspero Merino Mogollón, né à Morropón dans la région de Piura au Pérou en 1943 et mort à Piura le 1er août 1981, est un footballeur péruvien qui jouait au poste d'attaquant.
Il est considéré comme l'un des joueurs les plus marquants du Club Juan Aurich de Chiclayo.

## Biographie
Avec le Juan Aurich, Próspero Merino devient vice-champion du Pérou lors de la saison 1968. Il participe l'année suivante à la Copa Libertadores (la première du club) où il inscrit quatre buts en huit rencontres.
En 1970, il signe au Sporting Cristal et remporte le championnat du Pérou cette même année. Il dispute l'édition 1971 de la Copa Libertadores avec le Sporting Cristal (trois matchs sans marquer de but). 
Revenu au Juan Aurich en 1973, il termine sa carrière au Carlos A. Mannucci de Trujillo en 1975.
Il meurt assassiné à Piura, le 1er août 1981 dans des circonstances confuses. Un club de sa ville natale porte son nom : le Próspero Merino de Morropón.

## Palmarès
| Sporting Cristal - Championnat du Pérou (1) : - Champion : 1970. |  | Juan Aurich - Championnat du Pérou : - Vice-champion : 1968. |